# Cançó monòdica
La cançó monòdica és un gènere musical propi de l'edat mitjana. Presenta una estructura per estrofes, acompanyades freqüentment, però no de forma obligatòria, d'una tornada, la melodia de la qual pot estar o no lligada a la de la resta de les estrofes. La mètrica es construeix tant des del punt de vista de les síl·labes com dels versos, que poden tenir una longitud variable (polimetria) o igual en tots ells (isometria). L'estrofa més usada i elaborada consta de vuit versos decasíl·labs.

## Història
A pesar que l'origen d'aquest gènere roman desconegut, la forma amb què evoluciona i s'organitza ha estat bastant ben estudiada. És possible que existís des de l'època de Carlemany, però no es va estructurar fins al 1100. A França, té el seu apogeu als segles xii i xiii, fins que va ser destronada per la música polifònica. No obstant això, a Alemanya va sobreviure fins a més tard gràcies als Minnesänger (xantres de l'amor cortès) i després dels Meistersinger (mestres cantors) fins al final del Renaixement. Amb la pastourelle, forma galant i popular, la cançó monòdica s'integra en els jocs, una forma de teatre medieval. La primera obra teatre amb música que s'ha conservat fins avui és el Jeu de Robin et Marion (Joc de Robin i Marion, ±1282) de l'últim dels trobadors, Adam de la Halle.
Als temps moderns, la cançó monòdica a cappella s'utilitza de forma excepcional (sobre l'escenari, per exemple, per a provocar un efecte dramàtic).

## Compositors i obres
El títol d'una cançó monòdica ve donat per l'íncipit, és a dir, les primeres paraules del text. Cal destacar que sovint només va conservar-se el text de les cançons, sobretot en el cas dels trobadors. Aquestes eren recopilades als cançoners, antologies manuscrites dels segles xiii i XIV (Chansonnier de Saint-Germain-dès-Prés, el Cançoner G de Milà (segle XIV), el Cançoner W Manuscrit du Roi (segle XIII), etc.
Els trobadors més destacats de cançons monòdiques són:
- Guillem IX de Poitiers (1071-1127)
- Bernat de Ventadorn (primera mitat del segle XII)
- Marcabrú (mitjans del segle XII)
- Jaufré Rudel (mitjans del segle XII)
- Gaucelm Faidit (finals del segle XII)
- Bertran de Born (1140[?]-1215[?])

Altres trobadors (trobers):
- Chrétien de Troyes (vers 1135-1183)
- Blondel de Nesles (segona meitat del segle XII)
- Gace Brulé (1160[?]-1213)
- Conon de Béthune (mort vers el 1220)
- Teobald I de Navarra (1201-1253)
- Jean Bretel (1210-1272)
- Adam de la Halle (vers el 1237-1286)